# Silva e Águas Vivas
Silva e Águas Vivas (oficialmente, União das Freguesias de Silva e Águas Vivas) é uma freguesia portuguesa do município de Miranda do Douro, com 40,61 km² de área e 330 habitantes (censo de 2021). A sua densidade populacional é 8,1 hab./km².
Para além de Silva e Águas Vivas a União de Freguesias é composta por mais duas aldeias da antiga freguesia de Siva (Fonte Ladrão e Granja).

## História
Foi criada aquando da reorganização administrativa de 2012/2013,  resultando da agregação das antigas freguesias de Silva e Águas Vivas.

## Demografia
A população registada nos censos foi:
| Distribuição da População por Grupos Etários | Distribuição da População por Grupos Etários | Distribuição da População por Grupos Etários | Distribuição da População por Grupos Etários | Distribuição da População por Grupos Etários |
| -------------------------------------------- | -------------------------------------------- | -------------------------------------------- | -------------------------------------------- | -------------------------------------------- |
| Ano                                          | 0-14 Anos                                    | 15-24 Anos                                   | 25-64 Anos                                   | > 65 Anos                                    |
| 2011                                         | 17                                           | 43                                           | 184                                          | 156                                          |
| 2021                                         | 10                                           | 14                                           | 142                                          | 164                                          |

À data da junção das freguesias, a população registada no censo anterior (2011) foi:
| Freguesia atual                             | Freguesia atual  | Freguesia atual | Freguesias antigas | Freguesias antigas | Freguesias antigas |
| Freguesia                                   | População (2011) | Área (km²)      | Freguesia          | População (2011)   | Área (km²)         |
| ------------------------------------------- | ---------------- | --------------- | ------------------ | ------------------ | ------------------ |
| União das Freguesias de Silva e Águas Vivas | 400              | 40,61           | Silva              | 237                | 31,44              |
| União das Freguesias de Silva e Águas Vivas | 400              | 40,61           | Águas Vivas        | 163                | 14                 |